# Winq

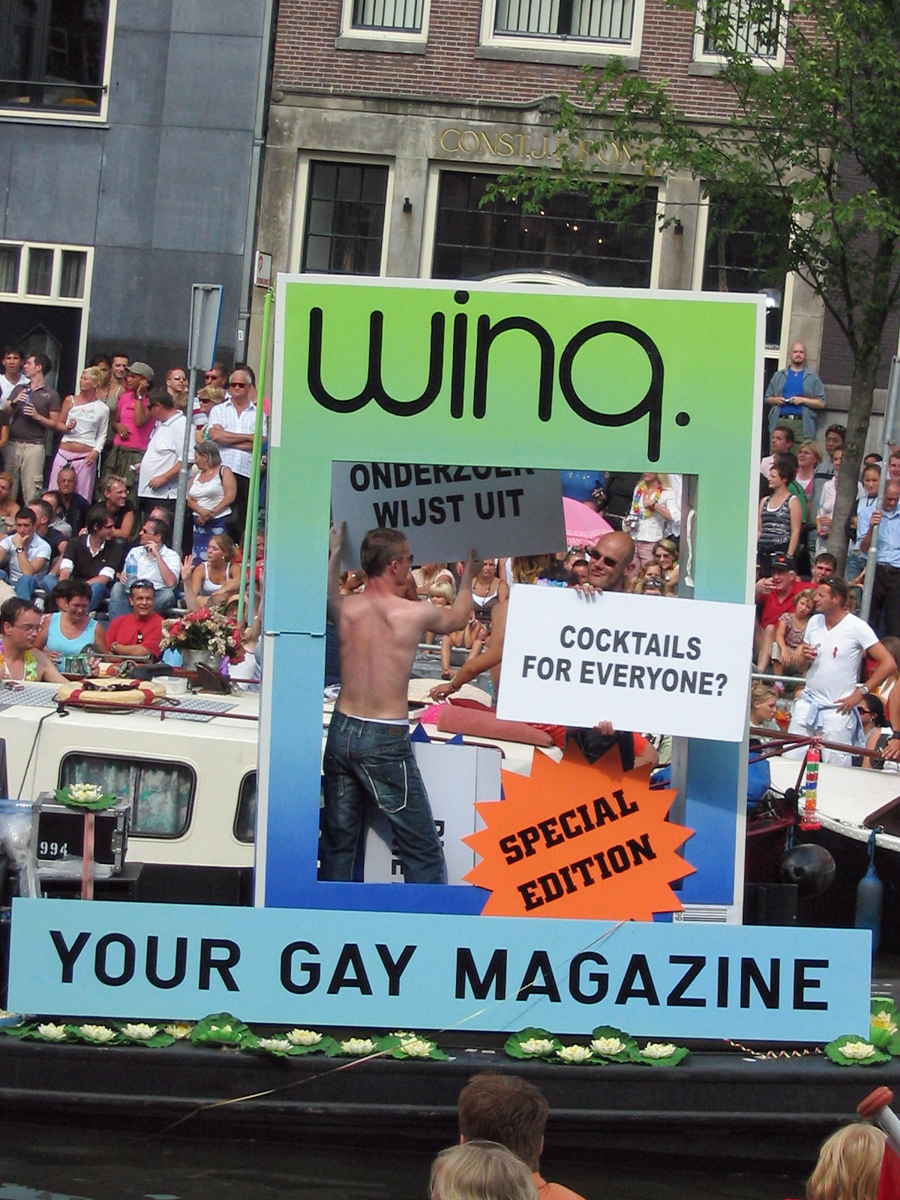
Boot van Winq tijdens de Amsterdamse Canal Parade van 2006

Winq, ook geschreven als winq., is een lifestyle-tijdschrift dat zich richt op queer mannen in Nederland en België en zes keer per jaar uitkomt. Winq is opgericht in november 2005 en is gevestigd in Amsterdam. De hoofdredacteur is Martijn Kamphorst.

## Ontwikkeling
Winq haalde in oktober 2006 de media door tegelijkertijd met de Quote 500 een top 20 van rijkste homo's te publiceren.
In 2008 nam Winq de abonnees over van gay lifestyleblad sQeeze en in de zomer van dat jaar kwam er ook een Engelstalige, internationale versie die werd verspreid over 32 landen in de wereld. Later werd deze overgenomen door een Engelse uitgeverij die vanaf 2016 ook gay lifestyleblad Attitude ging uitgeven en vervolgens met de internationale versie van Winq is gestopt.
In april 2009 werd de uitgever van Winq, GBBS Media, failliet verklaard, waarna de Nederlandstalige en de Engelstalige uitgave van het blad werden overgenomen door de nieuwe onderneming Winq Media. Het aantal vaste medewerkers werd daarbij teruggebracht tot twee. De oplage van de Nederlandstalige editie van Winq telde toen 20.000 exemplaren.
In 2009 was Gordon van één editie gasthoofdredacteur van Winq. De 50e editie was een opsomming van de 500 invloedrijkste homo's ooit, waarbij Leonardo da Vinci op nummer 1 kwam te staan. In 2011 stond de december-editie van Winq volledig in het teken van diverse religies.
In 2013 maakte Winq een 'dromenboek' voor president Poetin dat Koning Willem-Alexander aan zou moeten bieden. Die weigerde dat. Minister van Buitenlandse zaken Timmermans legde uit waarom en beloofde Winq dat er -als goedmaker- extra geld naar een lhbtq-project in Rusland zou gaan.
In september 2011 werd er een dagelijks geactualiseerde nieuwswebsite gelanceerd onder de domeinnaam Winq.com. Met ingang van februari 2018 kreeg deze site een nieuw uiterlijk en werden ook de redacties van Winq en van de homowebsite Gay.nl samengevoegd.
Op 29 oktober 2019 werd het moederbedrijf van Winq, Media MANsion in staat van faillissement verklaard, volgens toenmalig directeur Reinerie omdat er in voorgaande jaren te hoge kosten waren gemaakt. In november werd een doorstart gemaakt onder de bedrijfsnaam Winq Media.

## Winq Diversity Awards
Sinds 2019 reikt Winq de Winq Diversity Awards uit: prijzen in vijf tot acht categorieën voor mensen die zich inzetten voor de lhbtq-gemeenschap. Aanvankelijk werden deze prijzen uitgereikt in hotel Sofitel Legend The Grand, in 2022 in Koninklijk Theater Tuschinski en in 2023 in de Stadsschouwburg Amsterdam.
- 2019: Bowi Jong (Youth Award), Sandro Kortekaas met LGBT Asylum Support (New Horizons Award), Bregtje Visser (Gender Award), HEMA (Campaign Award), Trainbow (Workplace Award), Raymi Sambo (Culture Award), Gay op Flakkee (Local Award).[6]
- 2020: Emre Hoogduijn (Youth Award), Dinah Bons (Gender Award), Cocktail van COC Nederland (New Horizons Award), Philips (Workplace Award), Stichting Prisma Groep (Local Award).
- 2021: Nicolaas Veul (Media Award), Naomie Pieter (Inspiration Award), ANNE+ (Culture Award), Tim Hofman (Ally Award), KPN Pride (Workplace Award), Colored Collective (Community Award), Vera Bergkamp (Lifetime Achievement Award)
- 2022: Splinter Chabot (Culture Award), Sylvana Simons (Ally Award), de NOS-podcast De Schaduwspits (Media Award), Thorn de Vries en Mandy Woelkens (Inspiration Award).
- 2023: Lotte van Eijk en Deen Groothuizen (Inspiraton Award), Arjen Lubach (Ally Award), Gracie (International Activist Award), Alejandra Ortiz (Community Award), Raven van Dorst (Media Award), Pete Wu en Char Li Chung (Culture Award).
- 2024: Erwin Olaf (postuum), Jörgen Raymann, Shika Fleischer, boekhandel De Queer Boekenkast en theaterproject Boys Won't Be Boys.

## Overname van de Gay Krant
In 2013 nam Winq Media samen met de Gay Group (van onder meer de website Gay.nl) en televisiezender OUTtv de failliet gegane Gay Krant en de bijbehorende website over voor in totaal 26.500,- euro, inclusief de domeinnamen, handelsnamen, adverteerders, uitgeefrechten en abonnees. Beide bladen werden kort nadien samengevoegd tot een gecombineerde uitgave, eerst onder de naam Winq|Gaykrant, maar niet veel later verdween de toevoeging Gaykrant weer. In 2017 werd de Gaykrant door een andere partij opnieuw gelanceerd als online platform.